# Eurocup 2024-25
La EuroCup 2024-25, por motivos de patrocinio BKT EuroCup, es la XVII edición de la era moderna de la competición Eurocup organizada por Euroleague Basketball. Esta temporada la competición cuenta con la participación de 20 equipos que lucharon por el título de campeón y, de paso, una plaza para la próxima edición de la Euroliga. 
La competición arrancó el 24 de septiembre de 2024 y finalizó el 11 de abril de 2025 tras la celebración de la Final.

## Equipos participantes
En la temporada 2024-25 de la Eurocopa participaron 20 equipos de 12 países. El 17 de junio de 2024, Euroleague Basketball confirmó la lista de equipos para esta temporada.

### Equipos
Hapoel Tel Aviv

Equipos Estambul

 Bahçeşehir

Posiciones de la liga doméstica después de los playoffs de la temporada anterior mostradas entre paréntesis.
| Temporada regular            | Temporada regular                 |
| ---------------------------- | --------------------------------- |
| Valencia Basket (5.º)        | Hapoel Shlomo Tel Aviv (2.º)      |
| Dreamland Gran Canaria (7.º) | Hapoel Bank Yahav Jerusalem (3.º) |
| Joventut Badalona (10.º)     | Umana Reyer Venezia (4.º)         |
| Beşiktaş Fibabanka (3.º)     | Dolomiti Energia Trento (7.º)     |
| Türk Telekom (8.º)           | 7bet-Lietkabelis (3.º)            |
| Bahçeşehir Koleji (13.º)     | Wolves Twinsbet (4.º)             |
| Budućnost VOLI (3.º)         | Cosea JL Bourg (4.º)              |
| Cedevita Olimpija (5.º)      | Aris Midea (4.º)                  |
| ratiopharm Ulm (5.º)         | Trefl Sopot (1.º)                 |
| Veolia Towers Hamburg (9.º)  | U-BT Cluj-Napoca (1.º)            |

## Temporada regular

### Grupo A
| Pos. | Equipo                  | PJ | G  | P  | PF   | PC   | DP   | Pts | Clasificación                      |
| ---- | ----------------------- | -- | -- | -- | ---- | ---- | ---- | --- | ---------------------------------- |
| 1    | Bahçeşehir Koleji       | 18 | 14 | 4  | 1463 | 1334 | +129 | 28  | Clasificados para cuartos de final |
| 2    | Hapoel Shlomo Tel Aviv  | 18 | 12 | 6  | 1583 | 1424 | +159 | 24  | Clasificados para cuartos de final |
| 3    | Dreamland Gran Canaria  | 18 | 12 | 6  | 1409 | 1351 | +58  | 24  | Clasificados para octavos de final |
| 4    | Wolves Twinsbet         | 18 | 10 | 8  | 1501 | 1523 | −22  | 20  | Clasificados para octavos de final |
| 5    | Beşiktaş Fibabanka      | 18 | 10 | 8  | 1526 | 1504 | +22  | 20  | Clasificados para octavos de final |
| 6    | Budućnost VOLI          | 18 | 9  | 9  | 1520 | 1498 | +22  | 18  | Clasificados para octavos de final |
| 7    | Joventut Badalona       | 18 | 7  | 11 | 1422 | 1505 | −83  | 14  |                                    |
| 8    | ratiopharm Ulm          | 18 | 9  | 9  | 1543 | 1563 | −20  | 18  |                                    |
| 9    | Dolomiti Energia Trento | 18 | 6  | 12 | 1413 | 1510 | −97  | 12  |                                    |
| 10   | Trefl Sopot             | 18 | 1  | 17 | 1354 | 1522 | −168 | 2   |                                    |

 Fuente: EuroCup
Criterios de clasificación: Los puntos encajados y anotados en las prórrogas no suman en la clasificación. En caso de empate entre dos equipos, si ya han jugado entre ellos dos veces, decide el average particular; en caso contrario, decide la diferencia de puntos global.

#### Resultados
| Local \ Visitante       | BKS   | BJK     | BUD   | TRE     | DGC   | HTA     | CJB    | ULM     | SOP   | WLV    |
| ----------------------- | ----- | ------- | ----- | ------- | ----- | ------- | ------ | ------- | ----- | ------ |
| Bahçeşehir Koleji       | —     | 87–66   | 95–93 | 110–70  | 73–65 | 90–82   | 89–78  | 85–81   | 79–67 | 84–74  |
| Beşiktaş Fibabanka      | 89–82 | —       | 94–76 | 79–75   | 74–76 | 87–101  | 82–76  | 107–74  | 87–72 | 79–77  |
| Budućnost VOLI          | 75–92 | 88–90   | —     | 110–108 | 86–89 | 84–83   | 107–75 | 105–100 | 92–83 | 104–77 |
| Dolomiti Energia Trento | 69–73 | 68–83   | 64–85 | —       | 70–81 | 79–73   | 87–85  | 86–71   | 84–78 | 70–96  |
| Dreamland Gran Canaria  | 66–63 | 90–81   | 82–71 | 84–81   | —     | 64–87   | 77–83  | 125–78  | 84–58 | 66–68  |
| Hapoel Shlomo Tel Aviv  | 84–77 | 109–101 | 92–72 | 89–68   | 79–66 | —       | 95–70  | 80–82   | 91–72 | 89–84  |
| Joventut Badalona       | 69–56 | 93–70   | 78–72 | 86–100  | 76–78 | 78–75   | —      | 88–102  | 92–89 | 63–86  |
| ratiopharm Ulm          | 72–80 | 104–87  | 82–85 | 84–82   | 76–83 | 90–97   | 87–83  | —       | 83–69 | 114–91 |
| Trefl Sopot             | 76–81 | 79–100  | 69–81 | 70–82   | 73–76 | 64–93   | 73–78  | 93–96   | —     | 92–99  |
| Wolves Twinsbet         | 69–80 | 93–78   | 91–82 | 88–83   | 88–76 | 104–100 | 91–80  | 76–94   | 74–97 | —      |

### Grupo B
| Pos. | Equipo                      | PJ | G  | P  | PF   | PC   | DP   | Pts | Clasificación                      |
| ---- | --------------------------- | -- | -- | -- | ---- | ---- | ---- | --- | ---------------------------------- |
| 1    | Valencia Basket             | 18 | 16 | 2  | 1726 | 1460 | +266 | 32  | Clasificados para cuartos de final |
| 2    | Hapoel Bank Yahav Jerusalem | 18 | 11 | 7  | 1512 | 1398 | +114 | 22  | Clasificados para cuartos de final |
| 3    | Türk Telekom                | 18 | 10 | 8  | 1437 | 1470 | −33  | 20  | Clasificados para octavos de final |
| 4    | Cedevita Olimpija           | 18 | 10 | 8  | 1476 | 1471 | +5   | 20  | Clasificados para octavos de final |
| 5    | U-BT Cluj-Napoca            | 18 | 10 | 8  | 1602 | 1566 | +36  | 20  | Clasificados para octavos de final |
| 6    | Umana Reyer Venezia         | 18 | 10 | 8  | 1465 | 1484 | −19  | 20  | Clasificados para octavos de final |
| 7    | Cosea JL Bourg              | 18 | 9  | 9  | 1560 | 1497 | +63  | 18  |                                    |
| 8    | Veolia Towers Hamburg       | 18 | 6  | 12 | 1400 | 1562 | −162 | 12  |                                    |
| 9    | 7bet-Lietkabelis            | 18 | 5  | 13 | 1470 | 1560 | −90  | 10  |                                    |
| 10   | Aris Midea                  | 18 | 3  | 15 | 1341 | 1521 | −180 | 6   |                                    |

 Fuente: EuroCup
Criterios de clasificación: Los puntos encajados y anotados en las prórrogas no suman en la clasificación. En caso de empate entre dos equipos, si ya han jugado entre ellos dos veces, decide el average particular; en caso contrario, decide la diferencia de puntos global.

#### Resultados
| Local \ Visitante           | LIE     | ARI    | COL    | JLB    | JLM   | TTA    | UBT    | URV    | HAM    | VBC    |
| --------------------------- | ------- | ------ | ------ | ------ | ----- | ------ | ------ | ------ | ------ | ------ |
| 7bet-Lietkabelis            | —       | 74–92  | 78–88  | 84–80  | 74–94 | 93–98  | 92–91  | 93–100 | 91–68  | 91–96  |
| Aris Midea                  | 81–66   | —      | 75–82  | 51–92  | 68–78 | 63–68  | 74–89  | 74–81  | 88–90  | 59–63  |
| Cedevita Olimpija           | 76–72   | 98–79  | —      | 83–90  | 83–94 | 74–80  | 103–96 | 87–82  | 95–68  | 66–72  |
| Cosea JL Bourg              | 79–66   | 88–91  | 87–82  | —      | 67–94 | 67–63  | 84–73  | 99–102 | 93–82  | 96–107 |
| Hapoel Bank Yahav Jerusalem | 87–93   | 90–85  | 70–74  | 86–77  | —     | 76–66  | 73–81  | 94–66  | 89–74  | 64–80  |
| Türk Telekom                | 72–66   | 87–77  | 78–70  | 98–89  | 77–94 | —      | 99–80  | 84–81  | 77–65  | 87–101 |
| U-BT Cluj-Napoca            | 100–93  | 87–79  | 86–93  | 89–86  | 79–91 | 94–81  | —      | 86–78  | 104–83 | 96–105 |
| Umana Reyer Venezia         | 91–77   | 95–75  | 75–80  | 66–88  | 76–75 | 75–67  | 77–88  | —      | 80–68  | 81–74  |
| Veolia Towers Hamburg       | 84–77   | 93–69  | 80–62  | 80–100 | 82–80 | 89–77  | 67–103 | 77–90  | —      | 78–86  |
| Valencia Basket             | 106–107 | 106–65 | 109–80 | 100–98 | 96–83 | 116–78 | 108–80 | 105–83 | 105–78 | —      |

## Playoffs
|  | Octavos de final | Octavos de final       | Octavos de final |                             |    | Cuartos de final       | Cuartos de final | Cuartos de final       |    |    | Semifinales            | Semifinales            | Semifinales            | Semifinales            | Semifinales            |    |    | Final         | Final         | Final         | Final         | Final         |  |
|  | 4-5 de marzo     | 4-5 de marzo           | 4-5 de marzo     |                             |    | 11-12 de marzo         | 11-12 de marzo   | 11-12 de marzo         |    |    | 25 de marzo-2 de abril | 25 de marzo-2 de abril | 25 de marzo-2 de abril | 25 de marzo-2 de abril | 25 de marzo-2 de abril |    |    | 8-11 de abril | 8-11 de abril | 8-11 de abril | 8-11 de abril | 8-11 de abril |  |
|  |                  |                        |                  |                             |    |                        |                  |                        |    |    |                        |                        |                        |                        |                        |    |    |               |               |               |               |               |  |
|  |                  |                        |                  |                             |    |                        |                  |                        |    |    |                        |                        |                        |                        |                        |    |    |               |               |               |               |               |  |
|  | A3               | Dreamland Gran Canaria | 84               |                             |    |                        |                  |                        |    |    |                        |                        |                        |                        |                        |    |    |               |               |               |               |               |  |
|  | A3               | Dreamland Gran Canaria | 84               |                             |    |                        |                  |                        |    |    |                        |                        |                        |                        |                        |    |    |               |               |               |               |               |  |
|  | B6               | Umana Reyer Venezia    | 80               |                             |    |                        |                  |                        |    |    |                        |                        |                        |                        |                        |    |    |               |               |               |               |               |  |
|  | B6               | Umana Reyer Venezia    | 80               |                             | A3 | Dreamland Gran Canaria | 92               |                        |    |    |                        |                        |                        |                        |                        |    |    |               |               |               |               |               |  |
|  |                  |                        |                  |                             | A3 | Dreamland Gran Canaria | 92               |                        |    |    |                        |                        |                        |                        |                        |    |    |               |               |               |               |               |  |
|  |                  |                        | B2               | Hapoel Bank Yahav Jerusalem | 89 |                        |                  |                        |    |    |                        |                        |                        |                        |                        |    |    |               |               |               |               |               |  |
|  |                  |                        | B2               | Hapoel Bank Yahav Jerusalem | 89 |                        |                  |                        |    |    |                        |                        |                        |                        |                        |    |    |               |               |               |               |               |  |
|  |                  |                        |                  |                             |    |                        |                  |                        |    |    |                        |                        |                        |                        |                        |    |    |               |               |               |               |               |  |
|  |                  |                        |                  |                             |    |                        |                  |                        |    |    |                        |                        |                        |                        |                        |    |    |               |               |               |               |               |  |
|  |                  |                        |                  |                             |    |                        | A3               | Dreamland Gran Canaria | 66 | 69 | 76                     |                        |                        |                        |                        |    |    |               |               |               |               |               |  |
|  |                  |                        |                  |                             |    |                        |                  |                        | 66 | 69 | 76                     |                        |                        |                        |                        |    |    |               |               |               |               |               |  |
|  |                  |                        | A1               | Bahçeşehir Koleji           | 74 | 68                     | 72               |                        |    |    |                        |                        |                        |                        |                        |    |    |               |               |               |               |               |  |
|  | B4               | Cedevita Olimpija      | A1               | Bahçeşehir Koleji           | 74 | 68                     | 72               | 96                     |    |    |                        |                        |                        |                        |                        |    |    |               |               |               |               |               |  |
|  | B4               | Cedevita Olimpija      |                  |                             |    |                        |                  | 96                     |    |    |                        |                        |                        |                        |                        |    |    |               |               |               |               |               |  |
|  | A5               | Beşiktaş Fibabanka     | 86               |                             |    |                        |                  |                        |    |    |                        |                        |                        |                        |                        |    |    |               |               |               |               |               |  |
|  | A5               | Beşiktaş Fibabanka     | 86               |                             | B4 | Cedevita Olimpija      | 81               |                        |    |    |                        |                        |                        |                        |                        |    |    |               |               |               |               |               |  |
|  |                  |                        |                  |                             | B4 | Cedevita Olimpija      | 81               |                        |    |    |                        |                        |                        |                        |                        |    |    |               |               |               |               |               |  |
|  |                  |                        | A1               | Bahçeşehir Koleji           | 85 |                        |                  |                        |    |    |                        |                        |                        |                        |                        |    |    |               |               |               |               |               |  |
|  |                  |                        | A1               | Bahçeşehir Koleji           | 85 |                        |                  |                        |    |    |                        |                        |                        |                        |                        |    |    |               |               |               |               |               |  |
|  |                  |                        |                  |                             |    |                        |                  |                        |    |    |                        |                        |                        |                        |                        |    |    |               |               |               |               |               |  |
|  |                  |                        |                  |                             |    |                        |                  |                        |    |    |                        |                        |                        |                        |                        |    |    |               |               |               |               |               |  |
|  |                  |                        |                  |                             |    |                        |                  |                        |    |    |                        |                        |                        | A3                     | Dreamland Gran Canaria | 65 | 94 | –             |               |               |               |               |  |
|  |                  |                        |                  |                             |    |                        |                  |                        |    |    |                        |                        |                        |                        |                        | 65 | 94 | –             |               |               |               |               |  |
|  |                  |                        | A2               | Hapoel Shlomo Tel Aviv      | 74 | 103                    | –                |                        |    |    |                        |                        |                        |                        |                        |    |    |               |               |               |               |               |  |
|  | B3               | Türk Telekom           | A2               | Hapoel Shlomo Tel Aviv      | 74 | 103                    | –                | 93                     |    |    |                        |                        |                        |                        |                        |    |    |               |               |               |               |               |  |
|  | B3               | Türk Telekom           |                  |                             |    |                        |                  | 93                     |    |    |                        |                        |                        |                        |                        |    |    |               |               |               |               |               |  |
|  | A6               | Budućnost VOLI         | 73               |                             |    |                        |                  |                        |    |    |                        |                        |                        |                        |                        |    |    |               |               |               |               |               |  |
|  | A6               | Budućnost VOLI         | 73               |                             | B3 | Türk Telekom           | 61               |                        |    |    |                        |                        |                        |                        |                        |    |    |               |               |               |               |               |  |
|  |                  |                        |                  |                             | B3 | Türk Telekom           | 61               |                        |    |    |                        |                        |                        |                        |                        |    |    |               |               |               |               |               |  |
|  |                  |                        | A2               | Hapoel Shlomo Tel Aviv      | 67 |                        |                  |                        |    |    |                        |                        |                        |                        |                        |    |    |               |               |               |               |               |  |
|  |                  |                        | A2               | Hapoel Shlomo Tel Aviv      | 67 |                        |                  |                        |    |    |                        |                        |                        |                        |                        |    |    |               |               |               |               |               |  |
|  |                  |                        |                  |                             |    |                        |                  |                        |    |    |                        |                        |                        |                        |                        |    |    |               |               |               |               |               |  |
|  |                  |                        |                  |                             |    |                        |                  |                        |    |    |                        |                        |                        |                        |                        |    |    |               |               |               |               |               |  |
|  |                  |                        |                  |                             |    |                        | A2               | Hapoel Shlomo Tel Aviv | 82 | 96 | 94                     |                        |                        |                        |                        |    |    |               |               |               |               |               |  |
|  |                  |                        |                  |                             |    |                        |                  |                        | 82 | 96 | 94                     |                        |                        |                        |                        |    |    |               |               |               |               |               |  |
|  |                  |                        | B1               | Valencia Basket             | 91 | 91                     | 92               |                        |    |    |                        |                        |                        |                        |                        |    |    |               |               |               |               |               |  |
|  | A4               | Wolves Twinsbet        | B1               | Valencia Basket             | 91 | 91                     | 92               | 99                     |    |    |                        |                        |                        |                        |                        |    |    |               |               |               |               |               |  |
|  | A4               | Wolves Twinsbet        |                  |                             |    |                        |                  | 99                     |    |    |                        |                        |                        |                        |                        |    |    |               |               |               |               |               |  |
|  | B5               | U-BT Cluj-Napoca (2TE) | 100              |                             |    |                        |                  |                        |    |    |                        |                        |                        |                        |                        |    |    |               |               |               |               |               |  |
|  | B5               | U-BT Cluj-Napoca (2TE) | 100              |                             | B5 | U-BT Cluj-Napoca       | 74               |                        |    |    |                        |                        |                        |                        |                        |    |    |               |               |               |               |               |  |
|  |                  |                        |                  |                             | B5 | U-BT Cluj-Napoca       | 74               |                        |    |    |                        |                        |                        |                        |                        |    |    |               |               |               |               |               |  |
|  |                  |                        | B1               | Valencia Basket             | 98 |                        |                  |                        |    |    |                        |                        |                        |                        |                        |    |    |               |               |               |               |               |  |
|  |                  |                        | B1               | Valencia Basket             | 98 |                        |                  |                        |    |    |                        |                        |                        |                        |                        |    |    |               |               |               |               |               |  |
|  |                  |                        |                  |                             |    |                        |                  |                        |    |    |                        |                        |                        |                        |                        |    |    |               |               |               |               |               |  |
|  |                  |                        |                  |                             |    |                        |                  |                        |    |    |                        |                        |                        |                        |                        |    |    |               |               |               |               |               |  |
|  |                  |                        |                  |                             |    |                        |                  |                        |    |    |                        |                        |                        |                        |                        |    |    |               |               |               |               |               |  |
|  |                  |                        |                  |                             |    |                        |                  |                        |    |    |                        |                        |                        |                        |                        |    |    |               |               |               |               |               |  |

### Octavos de final
Los octavos de final se jugaron el 4 y 5 de marzo de 2025, a partido único en casa del mejor clasificado.
| Equipo 1               | Resultado    | Equipo 2            |
| ---------------------- | ------------ | ------------------- |
| Dreamland Gran Canaria | 84–80        | Umana Reyer Venezia |
| Cedevita Olimpija      | 96–86        | Beşiktaş Fibabanka  |
| Türk Telekom           | 93–73        | Budućnost VOLI      |
| Wolves Twinsbet        | 99–100 (2TE) | U-BT Cluj-Napoca    |

#### Partidos
| 4 de marzo de 2025 | Wolves Twinsbet                                                           | 99–100 2TE                                              | U-BT Cluj-Napoca                                                      | Vilna |  |
| 18:00              | Parciales: 33–20, 15–19, 16–18, 17–24 (T.E.: 9–9, 9–10)                   | Parciales: 33–20, 15–19, 16–18, 17–24 (T.E.: 9–9, 9–10) | Parciales: 33–20, 15–19, 16–18, 17–24 (T.E.: 9–9, 9–10)               | |  |
|                    | Estadísticas A. Cowan Jr. 23 G. Brooks 10 A. Cowan Jr. 12 A. Cowan Jr. 27 | Reporte Pts Reb Asts Val                                | Estadísticas 26 Z. Simpson 10 D. Stephens 14 Z. Simpson 28 Z. Simpson | Pabellón: Twinsbet Arena Asistencia: 4416 espectadores Árbitros: Miloš Koljenšić Alberto Baena Thomas Bissuel |  |

| 5 de marzo de 2025 | Türk Telekom                                                       | 93–73                                 | Budućnost VOLI                                                                     | Ankara |  |
| 17:30              | Parciales: 26–11, 22–25, 14–17, 31–20                              | Parciales: 26–11, 22–25, 14–17, 31–20 | Parciales: 26–11, 22–25, 14–17, 31–20                                              | |  |
|                    | Estadísticas A. Brown 20 K. Alexander 6 S. Smith 8 K. Alexander 24 | Reporte Pts Reb Asts Val              | Estadísticas 16 F. Magee 7 M. Wright IV, K. Kamenjaš 6 M. Wright IV 14 K. Kamenjaš | Pabellón: Ankara Spor Salonu Asistencia: 6217 espectadores Árbitros: Oļegs Latiševs Carlos Cortés Eduard Udyanskyy |  |

| 5 de marzo de 2025 | Cedevita Olimpija                                                    | 96–86                                 | Beşiktaş Fibabanka                                                | Liubliana |  |
| 19:30              | Parciales: 23–24, 19–25, 26–20, 28–17                                | Parciales: 23–24, 19–25, 26–20, 28–17 | Parciales: 23–24, 19–25, 26–20, 28–17                             | |  |
|                    | Estadísticas D. Robinson 21 D. Robinson 12 D. Jones 5 D. Robinson 30 | Reporte Pts Reb Asts Val              | Estadísticas 18 J. Mathews 8 U. Plavšić 14 K. Allman 24 K. Allman | Pabellón: Arena Stožice Asistencia: 7029 espectadores Árbitros: Juan Carlos García Seffi Shemmesh Marcin Kowalski |  |

| 5 de marzo de 2025 | Dreamland Gran Canaria                                          | 84–80                                 | Umana Reyer Venezia                                                   | Las Palmas de Gran Canaria                                                                                       |  |
| 21:00              | Parciales: 25–16, 21–23, 17–23, 21–18                           | Parciales: 25–16, 21–23, 17–23, 21–18 | Parciales: 25–16, 21–23, 17–23, 21–18                                 | |  |
|                    | Estadísticas M. Ngouama 18 M. Tobey 7 A. Albicy 5 M. Ngouama 21 | Reporte Pts Reb Asts Val              | Estadísticas 15 Tres jugadores 12 M. Kabengele 5 T. Ennis 23 T. Ennis | Pabellón: Gran Canaria Arena Asistencia: 5297 espectadores Árbitros: Rain Peerandi Sérgio Silva Uroš Obrknežević |  |

### Cuartos de final
Los cuartos de final se jugaron el 11 y 12 de marzo de 2025, a partido único en casa del mejor clasificado.
| Equipo 1                    | Resultado | Equipo 2               |
| --------------------------- | --------- | ---------------------- |
| Valencia Basket             | 98–74     | U-BT Cluj-Napoca       |
| Hapoel Shlomo Tel Aviv      | 67–61     | Türk Telekom           |
| Bahçeşehir Koleji           | 85–81     | Cedevita Olimpija      |
| Hapoel Bank Yahav Jerusalem | 89–92     | Dreamland Gran Canaria |

#### Partidos
| 11 de marzo de 2025 | Bahçeşehir Koleji                                                                  | 85–81                                | Cedevita Olimpija                                                                 | Estambul |  |
| 18:00               | Parciales: 7–24, 31–22, 18–19, 29–16                                               | Parciales: 7–24, 31–22, 18–19, 29–16 | Parciales: 7–24, 31–22, 18–19, 29–16                                              | |  |
|                     | Estadísticas M. Simonović 20 M. Ponitka, T. Cavanaugh 6 J. Smith 7 M. Simonović 27 | Reporte Pts Reb Asts Val             | Estadísticas 14 D. Tasić 5 D. Robinson 5 A. Nikolić, A. Stipanović 14 D. Robinson | Pabellón: Sinan Erdem Spor Salonu Asistencia: 10 582 espectadores Árbitros: Ioannis Foufis Robert Vyklický Steve Bittner |  |

| 11 de marzo de 2025 | Hapoel Bank Yahav Jerusalem                                                    | 89–92                                 | Dreamland Gran Canaria                                                         | Belgrado |  |
| 20:00               | Parciales: 21–25, 23–17, 14–28, 31–22                                          | Parciales: 21–25, 23–17, 14–28, 31–22 | Parciales: 21–25, 23–17, 14–28, 31–22                                          | |  |
|                     | Estadísticas J. Harper 24 K. Carrington, C. Johnson 5 J. Harper 5 J. Harper 29 | Reporte Pts Reb Asts Val              | Estadísticas 21 C. Homesley 8 M. Tobey 4 A. Albicy, N. Brussino 23 C. Homesley | Pabellón: Aleksandar Nikolić Hall Asistencia: 189 espectadores Árbitros: Gytis Vilius Vasiliki Tsaroucha Mario Majkić |  |

| 12 de marzo de 2025 | Hapoel Shlomo Tel Aviv                                        | 67–61                                | Türk Telekom                                                                     | Sámokov |  |
| 18:00               | Parciales: 20–15, 8–11, 24–19, 15–16                          | Parciales: 20–15, 8–11, 24–19, 15–16 | Parciales: 20–15, 8–11, 24–19, 15–16                                             | |  |
|                     | Estadísticas M. Foster 21 M. Foster 8 Y. Madar 4 M. Foster 15 | Reporte Pts Reb Asts Val             | Estadísticas 17 O. Hanlan 7 A. Brown, J. Bess 3 A. Brown, B. Angola 22 O. Hanlan | Pabellón: Arena Samokov Asistencia: 930 espectadores Árbitros: Miguel Ángel Pérez Pérez Sašo Petek Kristaps Konstantinovs |  |

| 12 de marzo de 2025 | Valencia Basket                                                            | 98–74                                 | U-BT Cluj-Napoca                                                         | Valencia                                                                                               |  |
| 20:30               | Parciales: 30–15, 23–21, 17–16, 28–22                                      | Parciales: 30–15, 23–21, 17–16, 28–22 | Parciales: 30–15, 23–21, 17–16, 28–22                                    | |  |
|                     | Estadísticas C. Jones 14 J. Pradilla, M. Costello 7 C. Jones 9 C. Jones 18 | Reporte Pts Reb Asts Val              | Estadísticas 12 Tres jugadores 13 Z. Hankins 10 Z. Simpson 23 Z. Hankins | Pabellón: La Fonteta Asistencia: 6722 espectadores Árbitros: Borys Ryzhyk Anne Panther Leandro Lezcano |  |

### Semifinales
El primer partido de semifinales se jugó el 25 de marzo, el segundo el 28 de marzo y el tercero el 2 de abril. El primer y tercer partido se jugaron en casa del mejor clasificado.
| Equipo 1          | Series | Equipo 2               | 1.er partido | 2.º partido | 3.er partido |
| ----------------- | ------ | ---------------------- | ------------ | ----------- | ------------ |
| Bahçeşehir Koleji | 1–2    | Dreamland Gran Canaria | 74–66        | 68–69       | 72–76        |
| Valencia Basket   | 1–2    | Hapoel Shlomo Tel Aviv | 91–82        | 91–96       | 92–94        |

#### Bahçeşehir Koleji vs. Dreamland Gran Canaria
| 25 de marzo de 2025 | Bahçeşehir Koleji                                                                               | 74–66                                 | Dreamland Gran Canaria                                        | Estambul |  |
| 18:00               | Parciales: 27–21, 22–16, 13–15, 12–14                                                           | Parciales: 27–21, 22–16, 13–15, 12–14 | Parciales: 27–21, 22–16, 13–15, 12–14                         | |  |
|                     | Estadísticas M. Simonović 20 M. Simonović, T. Cavanaugh 8 J. Smith, K. Sipahi 6 M. Simonović 29 | Reporte Pts Reb Asts Val              | Estadísticas 14 M. Tobey 6 G. Conditt 4 A. Albicy 18 M. Tobey | Pabellón: Sinan Erdem Spor Salonu Asistencia: 11 175 espectadores Árbitros: Saša Pukl Jakub Zamojski Josip Radojković |  |

| 28 de marzo de 2025 | Dreamland Gran Canaria                                         | 69–68                                 | Bahçeşehir Koleji                                                | Las Palmas de Gran Canaria                                                           |  |
| 21:00               | Parciales: 24–21, 17–15, 11–14, 17–18                          | Parciales: 24–21, 17–15, 11–14, 17–18 | Parciales: 24–21, 17–15, 11–14, 17–18                            |                                                                                      |  |
|                     | Estadísticas N. Brussino 18 M. Tobey 8 A. Albicy 4 M. Tobey 20 | Reporte Pts Reb Asts Val              | Estadísticas 12 F. Korkmaz 5 M. Ponitka 5 J. Smith 14 M. Ponitka | Pabellón: Gran Canaria Arena Árbitros: Carmelo Paternicò Saulius Račys Michele Rossi |  |

| 2 de abril de 2025 | Bahçeşehir Koleji                                                        | 72–76                                 | Dreamland Gran Canaria                                                         | Estambul |  |
| 18:00              | Parciales: 18–19, 24–22, 15–19, 15–16                                    | Parciales: 18–19, 24–22, 15–19, 15–16 | Parciales: 18–19, 24–22, 15–19, 15–16                                          | |  |
|                    | Estadísticas J. Smith 22 M. Ponitka, T. Odiase 4 S. Hazer 6 T. Odiase 21 | Reporte Pts Reb Asts Val              | Estadísticas 19 C. Homesley 4 N. Brussino 4 C. Homesley, A. Albicy 16 M. Tobey | Pabellón: Sinan Erdem Spor Salonu Asistencia: 3511 espectadores Árbitros: Tomislav Hordov Sašo Petek Guido Giovanetti |  |

#### Valencia Basket vs. Hapoel Shlomo Tel Aviv
| 25 de marzo de 2025 | Valencia Basket                                                   | 91–82                                 | Hapoel Shlomo Tel Aviv                                                           | Valencia                                                                                              |  |
| 20:30               | Parciales: 20–24, 22–24, 23–11, 26–23                             | Parciales: 20–24, 22–24, 23–11, 26–23 | Parciales: 20–24, 22–24, 23–11, 26–23                                            | |  |
|                     | Estadísticas J. Montero 24 M. Costello 8 C. Jones 6 J. Montero 26 | Reporte Pts Reb Asts Val              | Estadísticas 20 M. Foster, Y. Madar 8 Y. Madar 4 Y. Madar, N. Yaacov 24 Y. Madar | Pabellón: La Fonteta Asistencia: 6969 espectadores Árbitros: Damir Javor Luka Kardum Hugues Thepenier |  |

| 28 de marzo de 2025 | Hapoel Shlomo Tel Aviv                                               | 96–91                                 | Valencia Basket                                                       | Sámokov |  |
| 18:30               | Parciales: 23–21, 31–28, 22–22, 20–20                                | Parciales: 23–21, 31–28, 22–22, 20–20 | Parciales: 23–21, 31–28, 22–22, 20–20                                 | |  |
|                     | Estadísticas J. Motley 26 J. Motley, Ginat 8 Y. Madar 9 J. Motley 32 | Reporte Pts Reb Asts Val              | Estadísticas 21 M. Costello 5 J. Pradilla 9 J. Montero 24 M. Costello | Pabellón: Arena Samokov Asistencia: 1950 espectadores Árbitros: Milivoje Jovčić Artūras Šukys Maxime Boubert |  |

| 2 de abril de 2025 | Valencia Basket                                                 | 92–94                                 | Hapoel Shlomo Tel Aviv                                                         | Valencia |  |
| 20:30              | Parciales: 22–15, 23–29, 22–19, 25–31                           | Parciales: 22–15, 23–29, 22–19, 25–31 | Parciales: 22–15, 23–29, 22–19, 25–31                                          | |  |
|                    | Estadísticas B. Badio 20 J. Pradilla 6 J. Montero 7 B. Badio 23 | Reporte Pts Reb Asts Val              | Estadísticas 32 A. Blakeney 9 A. Blakeney 3 J. Motley, Y. Madar 30 A. Blakeney | Pabellón: La Fonteta Asistencia: 7072 espectadores Árbitros: Robert Lottermoser Rain Peerandi Igor Dragojević |  |

### Finales
El primer partido se jugó el 8 de abril y el segundo el 11, con el tercer partido el 16 de abril en caso de que sea necesario.
| Equipo 1               | Series | Equipo 2               | 1.er partido | 2.º partido | 3.er partido |
| ---------------------- | ------ | ---------------------- | ------------ | ----------- | ------------ |
| Hapoel Shlomo Tel Aviv | 2–0    | Dreamland Gran Canaria | 74–65        | 103–94      | —            |

#### Hapoel Shlomo Tel Aviv vs. Dreamland Gran Canaria
| 8 de abril de 2025 | Hapoel Shlomo Tel Aviv                                       | 74–65                                 | Dreamland Gran Canaria                                                     | Sámokov                                                                                                 |  |
| 19:30              | Parciales: 22–20, 17–16, 21–14, 14–15                        | Parciales: 22–20, 17–16, 21–14, 14–15 | Parciales: 22–20, 17–16, 21–14, 14–15                                      | |  |
|                    | Estadísticas J. Motley 18 T. Ginat 8 Y. Madar 5 J. Motley 19 | Reporte Pts Reb Asts Val              | Estadísticas 12 G. Conditt IV 8 G. Conditt IV 6 C. Homesley 17 C. Homesley | Pabellón: Arena Samokov Asistencia: 2000 espectadores Árbitros: Damir Javor Gytis Vilius Thomas Bissuel |  |

| 11 de abril de 2025 | Dreamland Gran Canaria                                                                 | 94–103                                | Hapoel Shlomo Tel Aviv                                              | Gran Canaria |  |
| 21:00               | Parciales: 21–29, 23–24, 30–33, 20–17                                                  | Parciales: 21–29, 23–24, 30–33, 20–17 | Parciales: 21–29, 23–24, 30–33, 20–17                               | |  |
|                     | Estadísticas G. Conditt IV 18 N. Brussino 7 A. Albicy, J. Thomasson 4 G. Conditt IV 21 | Reporte Pts Reb Asts Val              | Estadísticas 27 A. Blakeney 6 A. Blakeney 6 Y. Madar 31 A. Blakeney | Pabellón: Gran Canaria Arena Asistencia: 7941 espectadores Árbitros: Ilija Belosevic Ioannis Foufis Steve Bittner |  |

| Campeón 7DAYS EUROCUP 24-25       |
| --------------------------------- |
| Hapoel Shlomo Tel Aviv 1er título |

## Galardones

### MVP de la jornada

#### Temporada regular
| Jornada | Jugador               | Equipo              | Val. | Ref.   |
| ------- | --------------------- | ------------------- | ---- | ------ |
| 1       | Ante Tomić            | Joventut Badalona   | 32   | [ 3 ]  |
| 2       | Jared Harper          | Hapoel Jerusalem    | 27   | [ 4 ]  |
| 3       | Johnathan Motley      | Hapoel Tel Aviv     | 34   | [ 5 ]  |
| 4       | Anthony Cowan Jr.     | Wolves Twinsbet     | 33   | [ 6 ]  |
| 5       | Marko Pecarski        | 7bet-Lietkabelis    | 34   | [ 7 ]  |
| 5       | Axel Bouteille        | Bahçeşehir Koleji   | 34   | [ 7 ]  |
| 6       | Jared Harper (2)      | Hapoel Jerusalem    | 43   | [ 8 ]  |
| 7       | Anthony Brown         | Türk Telekom        | 45   | [ 9 ]  |
| 8       | Zavier Simpson        | U-BT Cluj-Napoca    | 34   | [ 10 ] |
| 9       | Jared Harper (3)      | Hapoel Jerusalem    | 38   | [ 11 ] |
| 10      | Braian Angola         | Türk Telekom        | 34   | [ 12 ] |
| 11      | Anthony Cowan Jr. (2) | Wolves Twinsbet     | 37   | [ 13 ] |
| 12      | Kenan Kamenjaš        | Budućnost VOLI      | 34   | [ 14 ] |
| 13      | Jared Harper (4)      | Hapoel Jerusalem    | 38   | [ 15 ] |
| 14      | Jaleen Smith          | Bahçeşehir Koleji   | 32   | [ 16 ] |
| 15      | Jaleen Smith (2)      | Bahçeşehir Koleji   | 39   | [ 17 ] |
| 16      | D. J. Seeley          | U-BT Cluj-Napoca    | 33   | [ 18 ] |
| 17      | Jared Harper (x5)     | Hapoel Jerusalem    | 38   | [ 19 ] |
| 18      | Tyler Ennis           | Umana Reyer Venezia | 33   | [ 20 ] |

#### Playoffs
| Jornada          | Jugador         | Equipo            | Val | Ref    |
| ---------------- | --------------- | ----------------- | --- | ------ |
| Octavos de final | Devin Robinson  | Cedevita Olimpija | 30  | [ 21 ] |
| Cuartos de final | Marko Simonović | Bahçeşehir Koleji | 27  | [ 22 ] |
| Semifinales      |                 |                   |     |        |
| Final            |                 |                   |     |        |